# Sciadia
Sciadia es un género de polillas perteneciente a la familia Geometridae.

## Especies
Algunas de las especies que contiene este género son las siguientes :
- Sciadia dolomitica Huemer & Hausmann, 2009
- Sciadia horridaria (Hübner, 1799)
- Sciadia innuptaria (Herrich-Schäffer, 1852)
- Sciadia sabaudiensis (Leraut, 2008)
- Sciadia septaria (Guenée, 1857)
- Sciadia slovenica Leraut, 2008
- Sciadia tenebraria (Esper, 1806) (Sciadia torvaria (Hübner, 1813), Sciadia sabaudiensis Leraut, 2008)
  - Sciadia tenebraria wockearia (Staudinger, 1871)
  - Sciadia tenebraria taurusica Huemer & Hausmann, 2009